# Joseph Maraite
 (avril 2021).
Si vous disposez d'ouvrages ou d'articles de référence ou si vous connaissez des sites web de qualité traitant du thème abordé ici, merci de compléter l'article en donnant les références utiles à sa vérifiabilité et en les liant à la section « Notes et références ».
Joseph J.W. Maraite, né le 11 septembre 1949 à Waimes et mort le 25 avril 2021, est un homme politique belge de la Communauté germanophone.

## Biographie
Enseignant et membre du Parti chrétien-social, Joseph Maraite est, à partir de 1977, membre du Conseil de la communauté culturelle allemande de Belgique, qui devient le Parlement de la Communauté germanophone en 2004. 
De 1984 à 1986, il est ministre dans le premier gouvernement de la Communauté germanophone dirigé par Bruno Fagnoul. Il succède à ce dernier comme ministre-président et demeure à la tête de trois gouvernements successifs entre 1986 et 1999.
De 2004 à fin janvier 2017, il est bourgmestre de la commune de Burg-Reuland.
En octobre 2009, il quitte son siège au Parlement germanophone.